# ATP Cup 2020
L'ATP Cup 2020 è stato un torneo di tennis a squadre maschili che si è svolto in tre sedi a Brisbane, Perth e Sydney dal 3 al 12 gennaio 2020. Questa è stata la prima edizione del torneo ed è stata la prima volta di un torneo a squadre ATP dall'ultima edizione della World Team Cup nel 2012.
Il torneo è stato vinto dalla Serbia, che ha battuto in finale la Spagna con il punteggio di 2-1.

## Sviluppo
Il 1º luglio 2018 Chris Kermode, presidente dell'ATP, ha annunciato che aveva in programma di organizzare un torneo di tennis a squadre maschile, dopo che la Coppa Davis aveva cambiato il suo formato sei mesi prima. Il torneo al momento dell'annuncio aveva il nome di World Team Cup, simile al precedente World Team Cup svolto a Düsseldorf dal 1978 al 2012. Quattro mesi dopo, il 15 novembre, l'ATP insieme alla federazione tennis australiana ha annunciato che il torneo sarebbe stato rinominato ATP Cup, con ventiquattro squadre partecipanti e le partite svolte in tre città, in preparazione agli Australian Open. Queste città sarebbero poi state rivelate come Sydney, Brisbane e Perth, con la conseguente cancellazione della Hopman Cup a causa del nuovo torneo.

## Partecipanti
A settembre 2019, i primi 18 paesi nella classifica si sono qualificati, in base alla classifica ATP del loro migliore giocatore singolare aggiornata al 9 settembre e al loro impegno a partecipare all'evento. La Svizzera si è ritirata dopo il ritiro di Roger Federer e Stan Wawrinka dall'evento. Sebbene come paese ospitante l'Australia avesse diritto ad una wild card, non ne ha avuto bisogno grazie alla diciottesima posizione in classifica di Alex de Minaur. Le ultime sei squadre si sono qualificate a novembre, in base alla classifica ATP dell'11 novembre.
| #       | Nazione       | Primo giocatore     | Ranking al | Ranking al | Secondo giocatore     | Ranking al | Ranking al | Terzo giocatore         | Ranking al |
| #       | Nazione       | Primo giocatore     | 9 sett.    | 11 nov.    | Secondo giocatore     | 9 set.     | 11 nov.    | Terzo giocatore         | 11 nov.    |
| ------- | ------------- | ------------------- | ---------- | ---------- | --------------------- | ---------- | ---------- | ----------------------- | ---------- |
| 1       | Serbia        | Novak Đoković       | 1          | 2          | Dušan Lajović         | 29         | 35         | Nikola Milojević        | 160        |
| 2       | Spagna        | Rafael Nadal        | 2          | 1          | Roberto Bautista Agut | 10         | 9          | Pablo Carreño Busta     | 27         |
| 3       | Russia        | Daniil Medvedev     | 4          | 4          | Karen Chačanov        | 9          | 17         | Tejmuraz Gabašvili      | 276        |
| 4       | Austria       | Dominic Thiem       | 5          | 5          | Dennis Novak          | 122        | 108        | Sebastian Ofner         | 173        |
| 5       | Germania      | Alexander Zverev    | 6          | 7          | Jan-Lennard Struff    | 39         | 36         | Mats Moraing            | 188        |
| 6       | Grecia        | Stefanos Tsitsipas  | 7          | 6          | Michail Pervolarakis  | 462        | 441        | Markos Kalovelonis      | 753        |
| 7       | Giappone      | Yoshihito Nishioka  | 58         | 69         | Gō Soeda              | 134        | 120        | Toshihide Matsui        | 800        |
| 8       | Italia        | Fabio Fognini       | 11         | 12         | Stefano Travaglia     | 80         | 83         | Paolo Lorenzi           | 118        |
| 9       | Francia       | Gaël Monfils        | 12         | 10         | Benoît Paire          | 23         | 24         | Gilles Simon            | 56         |
| 10      | Belgio        | David Goffin        | 14         | 11         | Steve Darcis          | 178        | 155        | Kimmer Coppejans        | 158        |
| 11      | Croazia       | Borna Ćorić         | 15         | 28         | Marin Čilić           | 28         | 39         | Viktor Galović          | 254        |
| 12      | Argentina     | Diego Schwartzman   | 16         | 14         | Guido Pella           | 22         | 25         | Juan Ignacio Londero    | 50         |
| 13      | Georgia       | Nikoloz Basilašvili | 17         | 26         | Aleksandre Metreveli  | 695        | 676        | George Tsivadze         | 882        |
| 14      | Sudafrica     | Kevin Anderson      | 18         | 92         | Lloyd Harris          | 113        | 101        | Ruan Roelofse           | 659        |
| 15      | Stati Uniti   | John Isner          | 20         | 19         | Taylor Fritz          | 30         | 32         | Tommy Paul              | 84         |
| 16      | Canada        | Denis Shapovalov    | 33         | 15         | Félix Auger-Aliassime | 21         | 21         | Steven Diez             | 136        |
| 17      | Gran Bretagna | Daniel Evans        | 48         | 42         | Cameron Norrie        | 67         | 53         | James Ward              | 301        |
| 18 (WC) | Australia     | Alex de Minaur      | 31         | 18         | Nick Kyrgios          | 27         | 30         | John Millman            | 48         |
| 19      | Bulgaria      | Grigor Dimitrov     | 25         | 20         | Dimitar Kuzmanov      | 324        | 417        | Alexandar Lazarov       | 509        |
| 20      | Cile          | Cristian Garín      | 34         | 34         | Nicolás Jarry         | 74         | 77         | Alejandro Tabilo        | 206        |
| 21      | Polonia       | Hubert Hurkacz      | 36         | 37         | Kamil Majchrzak       | 84         | 91         | Kacper Żuk              | 452        |
| 22      | Uruguay       | Pablo Cuevas        | 44         | 45         | Martín Cuevas         | 400        | 499        | Franco Roncadelli       | 1859       |
| 23      | Moldavia      | Radu Albot          | 42         | 46         | Alexander Cozbinov    | 856        | 828        | Egor Matvievici         | 1511       |
| 24      | Norvegia      | Casper Ruud         | 60         | 55         | Viktor Durasovic      | 323        | 338        | Lukas Hellum Lilleengen | 1573       |

## Formato
Le 24 squadre sono divise in sei gruppi di quattro squadre ciascuno, con un format round robin. Le sei squadre vincitrici dei rispettivi gruppi e le due migliori seconde classificate si qualificheranno per i quarti di finale.
| Giorno       | Turno            | Numero di squadre |
| ------------ | ---------------- | ----------------- |
| 3-8 gennaio  | Round robin      | 24                |
| 9-10 gennaio | Quarti di finale | 8                 |
| 11 gennaio   | Semifinali       | 4                 |
| 12 gennaio   | Finale           | 2                 |

## Fase a gironi
Il sorteggio per l'ATP Cup si è svolto il 16 settembre 2019 con i gruppi A e F assegnati a Brisbane, i gruppi B e D a Perth e i restanti C ed E a Sydney. Il 14 novembre, le ultime cinque squadre qualificate sono state aggiunte all'urna del sorteggio, con la Bulgaria che ha sostituito la Svizzera ritirata dalla competizione.

### Gruppo A
| Pos. | Nazione   | Incontri | Partite | Set   | S %  | Game    | G %  |
| ---- | --------- | -------- | ------- | ----- | ---- | ------- | ---- |
| 1    | Serbia    | 3–0      | 7–2     | 15–6  | 71.4 | 114–92  | 55.3 |
| 2    | Sudafrica | 2–1      | 5–4     | 12–10 | 54.5 | 102–101 | 50.3 |
| 3    | Francia   | 1–2      | 4–5     | 10–13 | 43.5 | 110–110 | 50.0 |
| 4    | Cile      | 0–3      | 2–7     | 6–14  | 30.0 | 81–104  | 43.8 |

#### Francia vs. Cile
| Francia 2 | Queensland Tennis Centre, Brisbane 4 gennaio 2020 Cemento (indoor) | Queensland Tennis Centre, Brisbane 4 gennaio 2020 Cemento (indoor)    | Cile 1 |     |     |  |
| \| \| \| \| 1 \| 2 \| 3 \| \| \| - \| \| --------------------------------------------------------------------- \| ---- \| --- \| --- \| \| \| 1 \| \| Benoît Paire Nicolás Jarry \| 63 7 \| 6 3 \| 6 3 \| \| \| 2 \| \| Gaël Monfils Cristian Garín \| 6 3 \| 7 5 \| \| \| \| 3 \| \| Nicolas Mahut / Édouard Roger-Vasselin Cristian Garín / Nicolás Jarry \| 5 7 \| 2 6 \| \| \| |                                                                    |                                                                       |        |     |     |  |
| |                                                                    |                                                                       | 1      | 2   | 3   |  |
| 1 | Francia (bandiera) · Cile (bandiera)                               | Benoît Paire Nicolás Jarry                                            | 63 7   | 6 3 | 6 3 |  |
| 2 | Francia (bandiera) · Cile (bandiera)                               | Gaël Monfils Cristian Garín                                           | 6 3    | 7 5 |     |  |
| 3 | Francia (bandiera) · Cile (bandiera)                               | Nicolas Mahut / Édouard Roger-Vasselin Cristian Garín / Nicolás Jarry | 5 7    | 2 6 |     |  |

#### Serbia vs. Sudafrica
| Serbia 3 | Queensland Tennis Centre, Brisbane 4 gennaio 2020 Cemento (indoor) | Queensland Tennis Centre, Brisbane 4 gennaio 2020 Cemento (indoor) | Sudafrica 0 |      |     |  |
| \| \| \| \| 1 \| 2 \| 3 \| \| \| - \| \| ----------------------------------------------------------- \| ---- \| ---- \| --- \| \| \| 1 \| \| Dušan Lajović Lloyd Harris \| 3 6 \| 7 64 \| 6 3 \| \| \| 2 \| \| Novak Đoković Kevin Anderson \| 7 65 \| 7 6 \| \| \| \| 3 \| \| Nikola Ćaćić / Viktor Troicki Raven Klaasen / Ruan Roelofse \| 6 3 \| 6 2 \| \| \| |                                                                    |                                                                    |             |      |     |  |
| |                                                                    |                                                                    | 1           | 2    | 3   |  |
| 1 | Serbia (bandiera) · Sudafrica (bandiera)                           | Dušan Lajović Lloyd Harris                                         | 3 6         | 7 64 | 6 3 |  |
| 2 | Serbia (bandiera) · Sudafrica (bandiera)                           | Novak Đoković Kevin Anderson                                       | 7 65        | 7 6  |     |  |
| 3 | Serbia (bandiera) · Sudafrica (bandiera)                           | Nikola Ćaćić / Viktor Troicki Raven Klaasen / Ruan Roelofse        | 6 3         | 6 2  |     |  |

#### Sudafrica vs. Cile
| Sudafrica 3 | Queensland Tennis Centre, Brisbane 6 gennaio 2020 Cemento (indoor) | Queensland Tennis Centre, Brisbane 6 gennaio 2020 Cemento (indoor) | Cile 0 |     |      |  |
| \| \| \| \| 1 \| 2 \| 3 \| \| \| - \| \| ------------------------------------------------------------ \| --- \| --- \| ---- \| \| \| 1 \| \| Lloyd Harris Nicolás Jarry \| 6 4 \| 6 4 \| \| \| \| 2 \| \| Kevin Anderson Cristian Garín \| 6 0 \| 6 3 \| \| \| \| 3 \| \| Raven Klaasen / Ruan Roelofse Cristian Garín / Nicolás Jarry \| 1 6 \| 6 3 \| 10 7 \| \| |                                                                    |                                                                    |        |     |      |  |
| |                                                                    |                                                                    | 1      | 2   | 3    |  |
| 1 | Sudafrica (bandiera) · Cile (bandiera)                             | Lloyd Harris Nicolás Jarry                                         | 6 4    | 6 4 |      |  |
| 2 | Sudafrica (bandiera) · Cile (bandiera)                             | Kevin Anderson Cristian Garín                                      | 6 0    | 6 3 |      |  |
| 3 | Sudafrica (bandiera) · Cile (bandiera)                             | Raven Klaasen / Ruan Roelofse Cristian Garín / Nicolás Jarry       | 1 6    | 6 3 | 10 7 |  |

#### Serbia vs. Francia
| Serbia 2 | Queensland Tennis Centre, Brisbane 6 gennaio 2020 Cemento (indoor) | Queensland Tennis Centre, Brisbane 6 gennaio 2020 Cemento (indoor)    | Francia 1 |      |      |  |
| \| \| \| \| 1 \| 2 \| 3 \| \| \| - \| \| --------------------------------------------------------------------- \| --- \| ---- \| ---- \| \| \| 1 \| \| Dušan Lajović Benoît Paire \| 2 6 \| 7 6 \| 4 6 \| \| \| 2 \| \| Novak Đoković Gaël Monfils \| 6 3 \| 6 2 \| \| \| \| 3 \| \| Novak Đoković / Viktor Troicki Nicolas Mahut / Édouard Roger-Vasselin \| 6 3 \| 65 7 \| 10 3 \| \| |                                                                    |                                                                       |           |      |      |  |
| |                                                                    |                                                                       | 1         | 2    | 3    |  |
| 1 | Serbia (bandiera) · Francia (bandiera)                             | Dušan Lajović Benoît Paire                                            | 2 6       | 7 6  | 4 6  |  |
| 2 | Serbia (bandiera) · Francia (bandiera)                             | Novak Đoković Gaël Monfils                                            | 6 3       | 6 2  |      |  |
| 3 | Serbia (bandiera) · Francia (bandiera)                             | Novak Đoković / Viktor Troicki Nicolas Mahut / Édouard Roger-Vasselin | 6 3       | 65 7 | 10 3 |  |

#### Serbia vs. Cile
| Serbia 2 | Queensland Tennis Centre, Brisbane 8 gennaio 2020 Cemento (indoor) | Queensland Tennis Centre, Brisbane 8 gennaio 2020 Cemento (indoor) | Cile 1 |      |   |  |
| \| \| \| \| 1 \| 2 \| 3 \| \| \| - \| \| -------------------------------------------------------------- \| --- \| ---- \| - \| \| \| 1 \| \| Dušan Lajović Nicolás Jarry \| 6 2 \| 7 63 \| \| \| \| 2 \| \| Novak Đoković Cristian Garín \| 6 3 \| 6 3 \| \| \| \| 3 \| \| Nikola Ćaćić / Viktor Troicki Nicolás Jarry / Alejandro Tabilo \| 3 6 \| 62 7 \| \| \| |                                                                    |                                                                    |        |      |   |  |
| |                                                                    |                                                                    | 1      | 2    | 3 |  |
| 1 | Serbia (bandiera) · Cile (bandiera)                                | Dušan Lajović Nicolás Jarry                                        | 6 2    | 7 63 |   |  |
| 2 | Serbia (bandiera) · Cile (bandiera)                                | Novak Đoković Cristian Garín                                       | 6 3    | 6 3  |   |  |
| 3 | Serbia (bandiera) · Cile (bandiera)                                | Nikola Ćaćić / Viktor Troicki Nicolás Jarry / Alejandro Tabilo     | 3 6    | 62 7 |   |  |

#### Francia vs. Sudafrica
| Francia 1 | Queensland Tennis Centre, Brisbane 8 gennaio 2020 Cemento (indoor) | Queensland Tennis Centre, Brisbane 8 gennaio 2020 Cemento (indoor)   | Sudafrica 2 |      |      |  |
| \| \| \| \| 1 \| 2 \| 3 \| \| \| - \| \| -------------------------------------------------------------------- \| --- \| ---- \| ---- \| \| \| 1 \| \| Gilles Simon Lloyd Harris \| 2 6 \| 6 2 \| 6 2 \| \| \| 2 \| \| Benoît Paire Kevin Anderson \| 6 2 \| 61 7 \| 65 7 \| \| \| 3 \| \| Nicolas Mahut / Édouard Roger-Vasselin Raven Klaasen / Ruan Roelofse \| 3 6 \| 4 6 \| \| \| |                                                                    |                                                                      |             |      |      |  |
| |                                                                    |                                                                      | 1           | 2    | 3    |  |
| 1 | Francia (bandiera) · Sudafrica (bandiera)                          | Gilles Simon Lloyd Harris                                            | 2 6         | 6 2  | 6 2  |  |
| 2 | Francia (bandiera) · Sudafrica (bandiera)                          | Benoît Paire Kevin Anderson                                          | 6 2         | 61 7 | 65 7 |  |
| 3 | Francia (bandiera) · Sudafrica (bandiera)                          | Nicolas Mahut / Édouard Roger-Vasselin Raven Klaasen / Ruan Roelofse | 3 6         | 4 6  |      |  |

### Gruppo B
| Pos. | Nazione  | Incontri | Partite | Set  | S %  | Game   | G %  |
| ---- | -------- | -------- | ------- | ---- | ---- | ------ | ---- |
| 1    | Spagna   | 3–0      | 9–0     | 18–2 | 90.0 | 108–56 | 65.9 |
| 2    | Giappone | 2–1      | 5–4     | 11–9 | 55.0 | 99–80  | 55.3 |
| 3    | Georgia  | 1–2      | 3–6     | 7–13 | 35.0 | 72–100 | 41.9 |
| 4    | Uruguay  | 0–3      | 1–8     | 4–16 | 20.0 | 57–100 | 36.3 |

#### Giappone vs. Uruguay
| Giappone 3 | RAC Arena, Perth 4 gennaio 2020 Cemento (indoor) | RAC Arena, Perth 4 gennaio 2020 Cemento (indoor)            | Uruguay 0 |     |   |  |
| \| \| \| \| 1 \| 2 \| 3 \| \| \| - \| \| ----------------------------------------------------------- \| ---- \| --- \| - \| \| \| 1 \| \| Gō Soeda Martín Cuevas \| 6 1 \| 6 3 \| \| \| \| 2 \| \| Yoshihito Nishioka Pablo Cuevas \| 6 0 \| 6 1 \| \| \| \| 3 \| \| Toshihide Matsui / Ben McLachlan Ariel Behar / Pablo Cuevas \| 7 65 \| 6 4 \| \| \| |                                                  |                                                             |           |     |   |  |
| |                                                  |                                                             | 1         | 2   | 3 |  |
| 1 | Giappone (bandiera) · Uruguay (bandiera)         | Gō Soeda Martín Cuevas                                      | 6 1       | 6 3 |   |  |
| 2 | Giappone (bandiera) · Uruguay (bandiera)         | Yoshihito Nishioka Pablo Cuevas                             | 6 0       | 6 1 |   |  |
| 3 | Giappone (bandiera) · Uruguay (bandiera)         | Toshihide Matsui / Ben McLachlan Ariel Behar / Pablo Cuevas | 7 65      | 6 4 |   |  |

#### Spagna vs. Georgia
| Spagna 3 | RAC Arena, Perth 4 gennaio 2020 Cemento (indoor) | RAC Arena, Perth 4 gennaio 2020 Cemento (indoor)                          | Georgia 0 |     |   |  |
| \| \| \| \| 1 \| 2 \| 3 \| \| \| - \| \| ------------------------------------------------------------------------- \| --- \| --- \| - \| \| \| 1 \| \| Roberto Bautista Agut Aleksandre Metreveli \| 6 0 \| 6 0 \| \| \| \| 2 \| \| Rafael Nadal Nikoloz Basilašvili \| 6 3 \| 7 5 \| \| \| \| 3 \| \| Pablo Carreño Busta / Feliciano López Aleksandre Bakshi / George Tsivadze \| 6 3 \| 6 4 \| \| \| |                                                  |                                                                           |           |     |   |  |
| |                                                  |                                                                           | 1         | 2   | 3 |  |
| 1 | Spagna (bandiera) · Georgia (bandiera)           | Roberto Bautista Agut Aleksandre Metreveli                                | 6 0       | 6 0 |   |  |
| 2 | Spagna (bandiera) · Georgia (bandiera)           | Rafael Nadal Nikoloz Basilašvili                                          | 6 3       | 7 5 |   |  |
| 3 | Spagna (bandiera) · Georgia (bandiera)           | Pablo Carreño Busta / Feliciano López Aleksandre Bakshi / George Tsivadze | 6 3       | 6 4 |   |  |

#### Giappone vs. Georgia
| Giappone 2 | RAC Arena, Perth 6 gennaio 2020 Cemento (indoor) | RAC Arena, Perth 6 gennaio 2020 Cemento (indoor)                     | Georgia 1 |     |     |  |
| \| \| \| \| 1 \| 2 \| 3 \| \| \| - \| \| -------------------------------------------------------------------- \| --- \| --- \| --- \| \| \| 1 \| \| Gō Soeda Aleksandre Metreveli \| 4 6 \| 6 3 \| 6 2 \| \| \| 2 \| \| Yoshihito Nishioka Nikoloz Basilašvili \| 6 2 \| 6 3 \| \| \| \| 3 \| \| Toshihide Matsui / Ben McLachlan Aleksandre Bakshi / Zura Tkemaladze \| 2 6 \| 4 6 \| \| \| |                                                  |                                                                      |           |     |     |  |
| |                                                  |                                                                      | 1         | 2   | 3   |  |
| 1 | Giappone (bandiera) · Georgia (bandiera)         | Gō Soeda Aleksandre Metreveli                                        | 4 6       | 6 3 | 6 2 |  |
| 2 | Giappone (bandiera) · Georgia (bandiera)         | Yoshihito Nishioka Nikoloz Basilašvili                               | 6 2       | 6 3 |     |  |
| 3 | Giappone (bandiera) · Georgia (bandiera)         | Toshihide Matsui / Ben McLachlan Aleksandre Bakshi / Zura Tkemaladze | 2 6       | 4 6 |     |  |

#### Spagna vs. Uruguay
| Spagna 3 | RAC Arena, Perth 6 gennaio 2020 Cemento (indoor) | RAC Arena, Perth 6 gennaio 2020 Cemento (indoor)                        | Uruguay 0 |     |      |  |
| \| \| \| \| 1 \| 2 \| 3 \| \| \| - \| \| ----------------------------------------------------------------------- \| --- \| --- \| ---- \| \| \| 1 \| \| Roberto Bautista Agut Franco Roncadelli \| 6 1 \| 6 2 \| \| \| \| 2 \| \| Rafael Nadal Pablo Cuevas \| 6 2 \| 6 1 \| \| \| \| 3 \| \| Pablo Carreño Busta / Feliciano López Ariel Behar / Juan Martín Fumeaux \| 6 1 \| 3 6 \| 10 3 \| \| |                                                  |                                                                         |           |     |      |  |
| |                                                  |                                                                         | 1         | 2   | 3    |  |
| 1 | Spagna (bandiera) · Uruguay (bandiera)           | Roberto Bautista Agut Franco Roncadelli                                 | 6 1       | 6 2 |      |  |
| 2 | Spagna (bandiera) · Uruguay (bandiera)           | Rafael Nadal Pablo Cuevas                                               | 6 2       | 6 1 |      |  |
| 3 | Spagna (bandiera) · Uruguay (bandiera)           | Pablo Carreño Busta / Feliciano López Ariel Behar / Juan Martín Fumeaux | 6 1       | 3 6 | 10 3 |  |

#### Spagna vs. Giappone
| Spagna 3 | RAC Arena, Perth 8 gennaio 2020 Cemento (indoor) | RAC Arena, Perth 8 gennaio 2020 Cemento (indoor)            | Giappone 0 |     |      |  |
| \| \| \| \| 1 \| 2 \| 3 \| \| \| - \| \| ----------------------------------------------------------- \| ---- \| --- \| ---- \| \| \| 1 \| \| Roberto Bautista Agut Gō Soeda \| 6 2 \| 6 4 \| \| \| \| 2 \| \| Rafael Nadal Yoshihito Nishioka \| 7 64 \| 6 4 \| \| \| \| 3 \| \| Pablo Carreño Busta / Rafael Nadal Ben McLachlan / Gō Soeda \| 7 65 \| 4 6 \| 10 6 \| \| |                                                  |                                                             |            |     |      |  |
| |                                                  |                                                             | 1          | 2   | 3    |  |
| 1 | Spagna (bandiera) · Giappone (bandiera)          | Roberto Bautista Agut Gō Soeda                              | 6 2        | 6 4 |      |  |
| 2 | Spagna (bandiera) · Giappone (bandiera)          | Rafael Nadal Yoshihito Nishioka                             | 7 64       | 6 4 |      |  |
| 3 | Spagna (bandiera) · Giappone (bandiera)          | Pablo Carreño Busta / Rafael Nadal Ben McLachlan / Gō Soeda | 7 65       | 4 6 | 10 6 |  |

#### Georgia vs. Uruguay
| Georgia 2 | RAC Arena, Perth 8 gennaio 2020 Cemento (indoor) | RAC Arena, Perth 8 gennaio 2020 Cemento (indoor)                    | Uruguay 1 |     |     |  |
| \| \| \| \| 1 \| 2 \| 3 \| \| \| - \| \| ------------------------------------------------------------------- \| --- \| --- \| --- \| \| \| 1 \| \| Aleksandre Metreveli Franco Roncadelli \| 6 2 \| 6 1 \| \| \| \| 2 \| \| Nikoloz Basilašvili Pablo Cuevas \| 6 4 \| 1 6 \| 6 4 \| \| \| 3 \| \| Aleksandre Bakshi / Aleksandre Metreveli Ariel Behar / Pablo Cuevas \| 2 6 \| 2 6 \| \| \| |                                                  |                                                                     |           |     |     |  |
| |                                                  |                                                                     | 1         | 2   | 3   |  |
| 1 | Georgia (bandiera) · Uruguay (bandiera)          | Aleksandre Metreveli Franco Roncadelli                              | 6 2       | 6 1 |     |  |
| 2 | Georgia (bandiera) · Uruguay (bandiera)          | Nikoloz Basilašvili Pablo Cuevas                                    | 6 4       | 1 6 | 6 4 |  |
| 3 | Georgia (bandiera) · Uruguay (bandiera)          | Aleksandre Bakshi / Aleksandre Metreveli Ariel Behar / Pablo Cuevas | 2 6       | 2 6 |     |  |

### Gruppo C
| Pos. | Nazione       | Incontri | Partite | Set   | S %  | Game   | G %  |
| ---- | ------------- | -------- | ------- | ----- | ---- | ------ | ---- |
| 1    | Gran Bretagna | 2–1      | 6–3     | 14–7  | 66.7 | 106–80 | 57.0 |
| 2    | Belgio        | 2–1      | 6–3     | 12–10 | 54.5 | 103–97 | 51.5 |
| 3    | Bulgaria      | 2–1      | 5–4     | 13–10 | 56.5 | 105–92 | 53.3 |
| 4    | Moldavia      | 0–3      | 1–8     | 4–16  | 20.0 | 71–116 | 38.0 |

#### Belgio vs. Moldavia
| Belgio 3 | Ken Rosewall Arena, Sydney 3 gennaio 2020 Cemento (indoor) | Ken Rosewall Arena, Sydney 3 gennaio 2020 Cemento (indoor)   | Moldavia 0 |      |      |  |
| \| \| \| \| 1 \| 2 \| 3 \| \| \| - \| \| ------------------------------------------------------------ \| ---- \| ---- \| ---- \| \| \| 1 \| \| Steve Darcis Alexander Cozbinov \| 6 4 \| 64 7 \| 7 5 \| \| \| 2 \| \| David Goffin Radu Albot \| 6 4 \| 6 1 \| \| \| \| 3 \| \| Sander Gillé / Joran Vliegen Radu Albot / Alexander Cozbinov \| 65 7 \| 7 64 \| 11 9 \| \| |                                                            |                                                              |            |      |      |  |
| |                                                            |                                                              | 1          | 2    | 3    |  |
| 1 | Belgio (bandiera) · Moldavia (bandiera)                    | Steve Darcis Alexander Cozbinov                              | 6 4        | 64 7 | 7 5  |  |
| 2 | Belgio (bandiera) · Moldavia (bandiera)                    | David Goffin Radu Albot                                      | 6 4        | 6 1  |      |  |
| 3 | Belgio (bandiera) · Moldavia (bandiera)                    | Sander Gillé / Joran Vliegen Radu Albot / Alexander Cozbinov | 65 7       | 7 64 | 11 9 |  |

#### Gran Bretagna vs. Bulgaria
| Gran Bretagna 1 | Ken Rosewall Arena, Sydney 3 gennaio 2020 Cemento (indoor) | Ken Rosewall Arena, Sydney 3 gennaio 2020 Cemento (indoor)       | Bulgaria 2 |      |      |  |
| \| \| \| \| 1 \| 2 \| 3 \| \| \| - \| \| ---------------------------------------------------------------- \| ---- \| ---- \| ---- \| \| \| 1 \| \| Cameron Norrie Dimitar Kuzmanov \| 6 2 \| 3 6 \| 6 2 \| \| \| 2 \| \| Dan Evans Grigor Dimitrov \| 6 2 \| 4 6 \| 1 6 \| \| \| 3 \| \| Jamie Murray / Joe Salisbury Grigor Dimitrov / Alexandar Lazarov \| 65 7 \| 7 62 \| 9 11 \| \| |                                                            |                                                                  |            |      |      |  |
| |                                                            |                                                                  | 1          | 2    | 3    |  |
| 1 | Gran Bretagna (bandiera) · Bulgaria (bandiera)             | Cameron Norrie Dimitar Kuzmanov                                  | 6 2        | 3 6  | 6 2  |  |
| 2 | Gran Bretagna (bandiera) · Bulgaria (bandiera)             | Dan Evans Grigor Dimitrov                                        | 6 2        | 4 6  | 1 6  |  |
| 3 | Gran Bretagna (bandiera) · Bulgaria (bandiera)             | Jamie Murray / Joe Salisbury Grigor Dimitrov / Alexandar Lazarov | 65 7       | 7 62 | 9 11 |  |

#### Bulgaria vs. Moldavia
| Bulgaria 2 | Ken Rosewall Arena, Sydney 5 gennaio 2020 Cemento (indoor) | Ken Rosewall Arena, Sydney 5 gennaio 2020 Cemento (indoor)          | Moldavia 1 |      |   |  |
| \| \| \| \| 1 \| 2 \| 3 \| \| \| - \| \| ------------------------------------------------------------------- \| --- \| ---- \| - \| \| \| 1 \| \| Dimitar Kuzmanov Alexander Cozbinov \| 6 1 \| 7 5 \| \| \| \| 2 \| \| Grigor Dimitrov Radu Albot \| 6 2 \| 6 3 \| \| \| \| 3 \| \| Grigor Dimitrov / Alexandar Lazarov Radu Albot / Alexander Cozbinov \| 4 6 \| 64 7 \| \| \| |                                                            |                                                                     |            |      |   |  |
| |                                                            |                                                                     | 1          | 2    | 3 |  |
| 1 | Bulgaria (bandiera) · Moldavia (bandiera)                  | Dimitar Kuzmanov Alexander Cozbinov                                 | 6 1        | 7 5  |   |  |
| 2 | Bulgaria (bandiera) · Moldavia (bandiera)                  | Grigor Dimitrov Radu Albot                                          | 6 2        | 6 3  |   |  |
| 3 | Bulgaria (bandiera) · Moldavia (bandiera)                  | Grigor Dimitrov / Alexandar Lazarov Radu Albot / Alexander Cozbinov | 4 6        | 64 7 |   |  |

#### Belgio vs. Gran Bretagna
| Belgio 1 | Ken Rosewall Arena, Sydney 5 gennaio 2020 Cemento (indoor) | Ken Rosewall Arena, Sydney 5 gennaio 2020 Cemento (indoor) | Gran Bretagna 2 |      |   |  |
| \| \| \| \| 1 \| 2 \| 3 \| \| \| - \| \| --------------------------------------------------------- \| --- \| ---- \| - \| \| \| 1 \| \| Steve Darcis Cameron Norrie \| 6 2 \| 6 4 \| \| \| \| 2 \| \| David Goffin Dan Evans \| 4 6 \| 4 6 \| \| \| \| 3 \| \| Sander Gillé / Joran Vliegen Jamie Murray / Joe Salisbury \| 3 6 \| 67 7 \| \| \| |                                                            |                                                            |                 |      |   |  |
| |                                                            |                                                            | 1               | 2    | 3 |  |
| 1 | Belgio (bandiera) · Gran Bretagna (bandiera)               | Steve Darcis Cameron Norrie                                | 6 2             | 6 4  |   |  |
| 2 | Belgio (bandiera) · Gran Bretagna (bandiera)               | David Goffin Dan Evans                                     | 4 6             | 4 6  |   |  |
| 3 | Belgio (bandiera) · Gran Bretagna (bandiera)               | Sander Gillé / Joran Vliegen Jamie Murray / Joe Salisbury  | 3 6             | 67 7 |   |  |

#### Gran Bretagna vs. Moldavia
| Gran Bretagna 3 | Ken Rosewall Arena, Sydney 7 gennaio 2020 Cemento (indoor) | Ken Rosewall Arena, Sydney 7 gennaio 2020 Cemento (indoor)   | Moldavia 0 |     |   |  |
| \| \| \| \| 1 \| 2 \| 3 \| \| \| - \| \| ------------------------------------------------------------ \| --- \| --- \| - \| \| \| 1 \| \| Cameron Norrie Alexander Cozbinov \| 6 2 \| 6 2 \| \| \| \| 2 \| \| Dan Evans Radu Albot \| 6 2 \| 6 2 \| \| \| \| 3 \| \| Jamie Murray / Joe Salisbury Radu Albot / Alexander Cozbinov \| 6 2 \| 6 3 \| \| \| |                                                            |                                                              |            |     |   |  |
| |                                                            |                                                              | 1          | 2   | 3 |  |
| 1 | Gran Bretagna (bandiera) · Moldavia (bandiera)             | Cameron Norrie Alexander Cozbinov                            | 6 2        | 6 2 |   |  |
| 2 | Gran Bretagna (bandiera) · Moldavia (bandiera)             | Dan Evans Radu Albot                                         | 6 2        | 6 2 |   |  |
| 3 | Gran Bretagna (bandiera) · Moldavia (bandiera)             | Jamie Murray / Joe Salisbury Radu Albot / Alexander Cozbinov | 6 2        | 6 3 |   |  |

#### Bulgaria vs. Belgio
| Bulgaria 1 | Ken Rosewall Arena, Sydney 7 gennaio 2020 Cemento (indoor) | Ken Rosewall Arena, Sydney 7 gennaio 2020 Cemento (indoor)       | Belgio 2 |     |      |  |
| \| \| \| \| 1 \| 2 \| 3 \| \| \| - \| \| ---------------------------------------------------------------- \| --- \| --- \| ---- \| \| \| 1 \| \| Dimitar Kuzmanov Steve Darcis \| 0 6 \| 3 6 \| \| \| \| 2 \| \| Grigor Dimitrov David Goffin \| 6 4 \| 2 6 \| 2 6 \| \| \| 3 \| \| Grigor Dimitrov / Alexandar Lazarov Sander Gillé / Joran Vliegen \| 3 6 \| 6 4 \| 10 7 \| \| |                                                            |                                                                  |          |     |      |  |
| |                                                            |                                                                  | 1        | 2   | 3    |  |
| 1 | Bulgaria (bandiera) · Belgio (bandiera)                    | Dimitar Kuzmanov Steve Darcis                                    | 0 6      | 3 6 |      |  |
| 2 | Bulgaria (bandiera) · Belgio (bandiera)                    | Grigor Dimitrov David Goffin                                     | 6 4      | 2 6 | 2 6  |  |
| 3 | Bulgaria (bandiera) · Belgio (bandiera)                    | Grigor Dimitrov / Alexandar Lazarov Sander Gillé / Joran Vliegen | 3 6      | 6 4 | 10 7 |  |

### Gruppo D
| Pos. | Nazione     | Incontri | Partite | Set  | S %  | Game    | G %  |
| ---- | ----------- | -------- | ------- | ---- | ---- | ------- | ---- |
| 1    | Russia      | 3–0      | 8–1     | 16–4 | 80.0 | 111–75  | 59.7 |
| 2    | Italia      | 2–1      | 5–4     | 11–9 | 55.0 | 94–94   | 50.0 |
| 3    | Norvegia    | 1–2      | 3–6     | 6–14 | 30.0 | 80–106  | 43.0 |
| 4    | Stati Uniti | 0–3      | 2–7     | 8–14 | 36.4 | 100–110 | 47.6 |

#### Stati Uniti vs. Norvegia
| Stati Uniti 1 | RAC Arena, Perth 3 gennaio 2020 Cemento (indoor) | RAC Arena, Perth 3 gennaio 2020 Cemento (indoor)            | Norvegia 2 |       |      |  |
| \| \| \| \| 1 \| 2 \| 3 \| \| \| - \| \| ----------------------------------------------------------- \| ---- \| ----- \| ---- \| \| \| 1 \| \| Taylor Fritz Viktor Durasovic \| 6 2 \| 6 2 \| \| \| \| 2 \| \| John Isner Casper Ruud \| 7 63 \| 610 7 \| 5 7 \| \| \| 3 \| \| Austin Krajicek / Rajeev Ram Viktor Durasovic / Casper Ruud \| 6 4 \| 3 6 \| 5 10 \| \| |                                                  |                                                             |            |       |      |  |
| |                                                  |                                                             | 1          | 2     | 3    |  |
| 1 | Stati Uniti (bandiera) · Norvegia (bandiera)     | Taylor Fritz Viktor Durasovic                               | 6 2        | 6 2   |      |  |
| 2 | Stati Uniti (bandiera) · Norvegia (bandiera)     | John Isner Casper Ruud                                      | 7 63       | 610 7 | 5 7  |  |
| 3 | Stati Uniti (bandiera) · Norvegia (bandiera)     | Austin Krajicek / Rajeev Ram Viktor Durasovic / Casper Ruud | 6 4        | 3 6   | 5 10 |  |

#### Russia vs. Italia
| Russia 3 | RAC Arena, Perth 3 gennaio 2020 Cemento (indoor) | RAC Arena, Perth 3 gennaio 2020 Cemento (indoor)                | Italia 0 |     |     |  |
| \| \| \| \| 1 \| 2 \| 3 \| \| \| - \| \| --------------------------------------------------------------- \| --- \| --- \| --- \| \| \| 1 \| \| Karen Chačanov Stefano Travaglia \| 7 5 \| 6 3 \| \| \| \| 2 \| \| Daniil Medvedev Fabio Fognini \| 1 6 \| 6 1 \| 6 3 \| \| \| 3 \| \| Karen Chačanov / Daniil Medvedev Simone Bolelli / Paolo Lorenzi \| 6 4 \| 6 3 \| \| \| |                                                  |                                                                 |          |     |     |  |
| |                                                  |                                                                 | 1        | 2   | 3   |  |
| 1 | Russia (bandiera) · Italia (bandiera)            | Karen Chačanov Stefano Travaglia                                | 7 5      | 6 3 |     |  |
| 2 | Russia (bandiera) · Italia (bandiera)            | Daniil Medvedev Fabio Fognini                                   | 1 6      | 6 1 | 6 3 |  |
| 3 | Russia (bandiera) · Italia (bandiera)            | Karen Chačanov / Daniil Medvedev Simone Bolelli / Paolo Lorenzi | 6 4      | 6 3 |     |  |

#### Italia vs. Norvegia
| Italia 2 | RAC Arena, Perth 5 gennaio 2020 Cemento (indoor) | RAC Arena, Perth 5 gennaio 2020 Cemento (indoor)              | Norvegia 1 |      |   |  |
| \| \| \| \| 1 \| 2 \| 3 \| \| \| - \| \| ------------------------------------------------------------- \| --- \| ---- \| - \| \| \| 1 \| \| Stefano Travaglia Viktor Durasovic \| 6 1 \| 6 1 \| \| \| \| 2 \| \| Fabio Fognini Casper Ruud \| 2 6 \| 2 6 \| \| \| \| 3 \| \| Simone Bolelli / Fabio Fognini Viktor Durasovic / Casper Ruud \| 6 3 \| 7 63 \| \| \| |                                                  |                                                               |            |      |   |  |
| |                                                  |                                                               | 1          | 2    | 3 |  |
| 1 | Italia (bandiera) · Norvegia (bandiera)          | Stefano Travaglia Viktor Durasovic                            | 6 1        | 6 1  |   |  |
| 2 | Italia (bandiera) · Norvegia (bandiera)          | Fabio Fognini Casper Ruud                                     | 2 6        | 2 6  |   |  |
| 3 | Italia (bandiera) · Norvegia (bandiera)          | Simone Bolelli / Fabio Fognini Viktor Durasovic / Casper Ruud | 6 3        | 7 63 |   |  |

#### Russia vs. Stati Uniti
| Russia 2 | RAC Arena, Perth 5 gennaio 2020 Cemento (indoor) | RAC Arena, Perth 5 gennaio 2020 Cemento (indoor)              | Stati Uniti 1 |     |     |  |
| \| \| \| \| 1 \| 2 \| 3 \| \| \| - \| \| ------------------------------------------------------------- \| --- \| --- \| --- \| \| \| 1 \| \| Karen Chačanov Taylor Fritz \| 3 6 \| 7 5 \| 6 1 \| \| \| 2 \| \| Daniil Medvedev John Isner \| 6 3 \| 6 1 \| \| \| \| 3 \| \| Karen Chačanov / Daniil Medvedev Austin Krajicek / Rajeev Ram \| 3 6 \| 4 6 \| \| \| |                                                  |                                                               |               |     |     |  |
| |                                                  |                                                               | 1             | 2   | 3   |  |
| 1 | Russia (bandiera) · Stati Uniti (bandiera)       | Karen Chačanov Taylor Fritz                                   | 3 6           | 7 5 | 6 1 |  |
| 2 | Russia (bandiera) · Stati Uniti (bandiera)       | Daniil Medvedev John Isner                                    | 6 3           | 6 1 |     |  |
| 3 | Russia (bandiera) · Stati Uniti (bandiera)       | Karen Chačanov / Daniil Medvedev Austin Krajicek / Rajeev Ram | 3 6           | 4 6 |     |  |

#### Russia vs. Norvegia
| Russia 3 | RAC Arena, Perth 7 gennaio 2020 Cemento (indoor) | RAC Arena, Perth 7 gennaio 2020 Cemento (indoor)                       | Norvegia 0 |     |   |  |
| \| \| \| \| 1 \| 2 \| 3 \| \| \| - \| \| ---------------------------------------------------------------------- \| ---- \| --- \| - \| \| \| 1 \| \| Karen Chačanov Viktor Durasovic \| 6 2 \| 6 1 \| \| \| \| 2 \| \| Daniil Medvedev Casper Ruud \| 6 3 \| 7 6 \| \| \| \| 3 \| \| Tejmuraz Gabašvili / Konstantin Kravčuk Viktor Durasovic / Casper Ruud \| 7 64 \| 6 4 \| \| \| |                                                  |                                                                        |            |     |   |  |
| |                                                  |                                                                        | 1          | 2   | 3 |  |
| 1 | Russia (bandiera) · Norvegia (bandiera)          | Karen Chačanov Viktor Durasovic                                        | 6 2        | 6 1 |   |  |
| 2 | Russia (bandiera) · Norvegia (bandiera)          | Daniil Medvedev Casper Ruud                                            | 6 3        | 7 6 |   |  |
| 3 | Russia (bandiera) · Norvegia (bandiera)          | Tejmuraz Gabašvili / Konstantin Kravčuk Viktor Durasovic / Casper Ruud | 7 64       | 6 4 |   |  |

#### Italia vs. Stati Uniti
| Italia 3 | RAC Arena, Perth 7 gennaio 2020 Cemento (indoor) | RAC Arena, Perth 7 gennaio 2020 Cemento (indoor)            | Stati Uniti 0 |      |      |  |
| \| \| \| \| 1 \| 2 \| 3 \| \| \| - \| \| ----------------------------------------------------------- \| ---- \| ---- \| ---- \| \| \| 1 \| \| Stefano Travaglia Taylor Fritz \| 7 63 \| 7 61 \| \| \| \| 2 \| \| Fabio Fognini John Isner \| 6 4 \| 7 65 \| \| \| \| 3 \| \| Simone Bolelli / Fabio Fognini Austin Krajicek / Rajeev Ram \| 6 4 \| 65 7 \| 10 3 \| \| |                                                  |                                                             |               |      |      |  |
| |                                                  |                                                             | 1             | 2    | 3    |  |
| 1 | Italia (bandiera) · Stati Uniti (bandiera)       | Stefano Travaglia Taylor Fritz                              | 7 63          | 7 61 |      |  |
| 2 | Italia (bandiera) · Stati Uniti (bandiera)       | Fabio Fognini John Isner                                    | 6 4           | 7 65 |      |  |
| 3 | Italia (bandiera) · Stati Uniti (bandiera)       | Simone Bolelli / Fabio Fognini Austin Krajicek / Rajeev Ram | 6 4           | 65 7 | 10 3 |  |

### Gruppo E
| Pos. | Nazione   | Incontri | Partite | Set   | S %  | Game    | G %  |
| ---- | --------- | -------- | ------- | ----- | ---- | ------- | ---- |
| 1    | Argentina | 2–1      | 5–4     | 12–10 | 54.5 | 100–91  | 52.4 |
| 2    | Croazia   | 2–1      | 5–4     | 11–10 | 52.4 | 97–98   | 49.7 |
| 3    | Polonia   | 1–2      | 4–5     | 10–13 | 43.5 | 101–111 | 47.6 |
| 4    | Austria   | 1–2      | 4–5     | 12–12 | 50.0 | 120–118 | 50.4 |

#### Argentina vs. Polonia
| Argentina 2 | Ken Rosewall Arena, Sydney 4 gennaio 2020 Cemento (indoor) | Ken Rosewall Arena, Sydney 4 gennaio 2020 Cemento (indoor)     | Polonia 1 |     |     |  |
| \| \| \| \| 1 \| 2 \| 3 \| \| \| - \| \| -------------------------------------------------------------- \| --- \| --- \| --- \| \| \| 1 \| \| Guido Pella Kamil Majchrzak \| 6 2 \| 2 6 \| 6 2 \| \| \| 2 \| \| Diego Schwartzman Hubert Hurkacz \| 6 4 \| 2 6 \| 3 6 \| \| \| 3 \| \| Máximo González / Andrés Molteni Hubert Hurkacz / Łukasz Kubot \| 6 2 \| 6 4 \| \| \| |                                                            |                                                                |           |     |     |  |
| |                                                            |                                                                | 1         | 2   | 3   |  |
| 1 | Argentina (bandiera) · Polonia (bandiera)                  | Guido Pella Kamil Majchrzak                                    | 6 2       | 2 6 | 6 2 |  |
| 2 | Argentina (bandiera) · Polonia (bandiera)                  | Diego Schwartzman Hubert Hurkacz                               | 6 4       | 2 6 | 3 6 |  |
| 3 | Argentina (bandiera) · Polonia (bandiera)                  | Máximo González / Andrés Molteni Hubert Hurkacz / Łukasz Kubot | 6 2       | 6 4 |     |  |

#### Austria vs. Croazia
| Austria 0 | Ken Rosewall Arena, Sydney 4 gennaio 2020 Cemento (indoor) | Ken Rosewall Arena, Sydney 4 gennaio 2020 Cemento (indoor) | Croazia 3 |     |     |  |
| \| \| \| \| 1 \| 2 \| 3 \| \| \| - \| \| -------------------------------------------------------- \| ---- \| --- \| --- \| \| \| 1 \| \| Dennis Novak Marin Čilić \| 7 64 \| 4 6 \| 4 6 \| \| \| 2 \| \| Dominic Thiem Borna Ćorić \| 64 7 \| 6 2 \| 3 6 \| \| \| 3 \| \| Oliver Marach / Jürgen Melzer Ivan Dodig / Nikola Mektić \| 64 7 \| 2 6 \| \| \| |                                                            |                                                            |           |     |     |  |
| |                                                            |                                                            | 1         | 2   | 3   |  |
| 1 | Austria (bandiera) · Croazia (bandiera)                    | Dennis Novak Marin Čilić                                   | 7 64      | 4 6 | 4 6 |  |
| 2 | Austria (bandiera) · Croazia (bandiera)                    | Dominic Thiem Borna Ćorić                                  | 64 7      | 6 2 | 3 6 |  |
| 3 | Austria (bandiera) · Croazia (bandiera)                    | Oliver Marach / Jürgen Melzer Ivan Dodig / Nikola Mektić   | 64 7      | 2 6 |     |  |

#### Croazia vs. Polonia
| Croazia 2 | Ken Rosewall Arena, Sydney 6 gennaio 2020 Cemento (indoor) | Ken Rosewall Arena, Sydney 6 gennaio 2020 Cemento (indoor) | Polonia 1 |     |   |  |
| \| \| \| \| 1 \| 2 \| 3 \| \| \| - \| \| -------------------------------------------------------- \| ---- \| --- \| - \| \| \| 1 \| \| Marin Čilić Kacper Żuk \| 7 68 \| 6 4 \| \| \| \| 2 \| \| Borna Ćorić Hubert Hurkacz \| 2 6 \| 2 6 \| \| \| \| 3 \| \| Ivan Dodig / Nikola Mektić Hubert Hurkacz / Łukasz Kubot \| 6 2 \| 6 1 \| \| \| |                                                            |                                                            |           |     |   |  |
| |                                                            |                                                            | 1         | 2   | 3 |  |
| 1 | Croazia (bandiera) · Polonia (bandiera)                    | Marin Čilić Kacper Żuk                                     | 7 68      | 6 4 |   |  |
| 2 | Croazia (bandiera) · Polonia (bandiera)                    | Borna Ćorić Hubert Hurkacz                                 | 2 6       | 2 6 |   |  |
| 3 | Croazia (bandiera) · Polonia (bandiera)                    | Ivan Dodig / Nikola Mektić Hubert Hurkacz / Łukasz Kubot   | 6 2       | 6 1 |   |  |

#### Austria vs. Argentina
| Austria 3 | Ken Rosewall Arena, Sydney 6 gennaio 2020 Cemento (indoor) | Ken Rosewall Arena, Sydney 6 gennaio 2020 Cemento (indoor)     | Argentina 0 |      |     |  |
| \| \| \| \| 1 \| 2 \| 3 \| \| \| - \| \| -------------------------------------------------------------- \| --- \| ---- \| --- \| \| \| 1 \| \| Dennis Novak Guido Pella \| 0 6 \| 6 4 \| 6 4 \| \| \| 2 \| \| Dominic Thiem Diego Schwartzman \| 6 3 \| 7 63 \| \| \| \| 3 \| \| Oliver Marach / Jürgen Melzer Máximo González / Andrés Molteni \| 6 1 \| 6 4 \| \| \| |                                                            |                                                                |             |      |     |  |
| |                                                            |                                                                | 1           | 2    | 3   |  |
| 1 | Austria (bandiera) · Argentina (bandiera)                  | Dennis Novak Guido Pella                                       | 0 6         | 6 4  | 6 4 |  |
| 2 | Austria (bandiera) · Argentina (bandiera)                  | Dominic Thiem Diego Schwartzman                                | 6 3         | 7 63 |     |  |
| 3 | Austria (bandiera) · Argentina (bandiera)                  | Oliver Marach / Jürgen Melzer Máximo González / Andrés Molteni | 6 1         | 6 4  |     |  |

#### Austria vs. Polonia
| Austria 1 | Ken Rosewall Arena, Sydney 8 gennaio 2020 Cemento (indoor) | Ken Rosewall Arena, Sydney 8 gennaio 2020 Cemento (indoor)  | Polonia 2 |      |      |  |
| \| \| \| \| 1 \| 2 \| 3 \| \| \| - \| \| ----------------------------------------------------------- \| ---- \| ---- \| ---- \| \| \| 1 \| \| Dennis Novak Kacper Żuk \| 7 5 \| 63 7 \| 3 6 \| \| \| 2 \| \| Dominic Thiem Hubert Hurkacz \| 6 3 \| 4 6 \| 65 7 \| \| \| 3 \| \| Oliver Marach / Jürgen Melzer Hubert Hurkacz / Łukasz Kubot \| 63 7 \| 6 3 \| 11 9 \| \| |                                                            |                                                             |           |      |      |  |
| |                                                            |                                                             | 1         | 2    | 3    |  |
| 1 | Austria (bandiera) · Polonia (bandiera)                    | Dennis Novak Kacper Żuk                                     | 7 5       | 63 7 | 3 6  |  |
| 2 | Austria (bandiera) · Polonia (bandiera)                    | Dominic Thiem Hubert Hurkacz                                | 6 3       | 4 6  | 65 7 |  |
| 3 | Austria (bandiera) · Polonia (bandiera)                    | Oliver Marach / Jürgen Melzer Hubert Hurkacz / Łukasz Kubot | 63 7      | 6 3  | 11 9 |  |

#### Croazia vs. Argentina
| Croazia 0 | Ken Rosewall Arena, Sydney 8 gennaio 2020 Cemento (indoor) | Ken Rosewall Arena, Sydney 8 gennaio 2020 Cemento (indoor)  | Argentina 3 |     |      |  |
| \| \| \| \| 1 \| 2 \| 3 \| \| \| - \| \| ----------------------------------------------------------- \| ---- \| --- \| ---- \| \| \| 1 \| \| Marin Čilić Guido Pella \| 61 7 \| 3 6 \| \| \| \| 2 \| \| Borna Ćorić Diego Schwartzman \| 2 6 \| 2 6 \| \| \| \| 3 \| \| Ivan Dodig / Nikola Mektić Máximo González / Andrés Molteni \| 6 3 \| 3 6 \| 2 10 \| \| |                                                            |                                                             |             |     |      |  |
| |                                                            |                                                             | 1           | 2   | 3    |  |
| 1 | Croazia (bandiera) · Argentina (bandiera)                  | Marin Čilić Guido Pella                                     | 61 7        | 3 6 |      |  |
| 2 | Croazia (bandiera) · Argentina (bandiera)                  | Borna Ćorić Diego Schwartzman                               | 2 6         | 2 6 |      |  |
| 3 | Croazia (bandiera) · Argentina (bandiera)                  | Ivan Dodig / Nikola Mektić Máximo González / Andrés Molteni | 6 3         | 3 6 | 2 10 |  |

### Gruppo F
| Pos. | Nazione   | Incontri | Partite | Set  | S %  | Game    | G %  |
| ---- | --------- | -------- | ------- | ---- | ---- | ------- | ---- |
| 1    | Australia | 3–0      | 9–0     | 18–5 | 78.3 | 132–101 | 56.7 |
| 2    | Canada    | 2–1      | 5–4     | 12–8 | 60.0 | 99–87   | 53.2 |
| 3    | Germania  | 1–2      | 3–6     | 7–13 | 35.0 | 83–98   | 45.9 |
| 4    | Grecia    | 0–3      | 1–8     | 5–16 | 23.8 | 86–114  | 43.0 |

#### Grecia vs. Canada
| Grecia 0 | Queensland Tennis Centre, Brisbane 3 gennaio 2020 Cemento (indoor) | Queensland Tennis Centre, Brisbane 3 gennaio 2020 Cemento (indoor)               | Canada 3 |      |   |  |
| \| \| \| \| 1 \| 2 \| 3 \| \| \| - \| \| -------------------------------------------------------------------------------- \| --- \| ---- \| - \| \| \| 1 \| \| Michail Pervolarakis Félix Auger-Aliassime \| 1 6 \| 3 6 \| \| \| \| 2 \| \| Stefanos Tsitsipas Denis Shapovalov \| 6 7 \| 64 7 \| \| \| \| 3 \| \| Michail Pervolarakis / Petros Tsitsipas Félix Auger-Aliassime / Denis Shapovalov \| 2 6 \| 3 6 \| \| \| |                                                                    |                                                                                  |          |      |   |  |
| |                                                                    |                                                                                  | 1        | 2    | 3 |  |
| 1 | Grecia (bandiera) · Canada (bandiera)                              | Michail Pervolarakis Félix Auger-Aliassime                                       | 1 6      | 3 6  |   |  |
| 2 | Grecia (bandiera) · Canada (bandiera)                              | Stefanos Tsitsipas Denis Shapovalov                                              | 6 7      | 64 7 |   |  |
| 3 | Grecia (bandiera) · Canada (bandiera)                              | Michail Pervolarakis / Petros Tsitsipas Félix Auger-Aliassime / Denis Shapovalov | 2 6      | 3 6  |   |  |

#### Germania vs. Australia
| Germania 0 | Queensland Tennis Centre, Brisbane 3 gennaio 2020 Cemento (indoor) | Queensland Tennis Centre, Brisbane 3 gennaio 2020 Cemento (indoor) | Australia 3 |      |     |  |
| \| \| \| \| 1 \| 2 \| 3 \| \| \| - \| \| --------------------------------------------------------- \| --- \| ---- \| --- \| \| \| 1 \| \| Jan-Lennard Struff Nick Kyrgios \| 4 6 \| 64 7 \| \| \| \| 2 \| \| Alexander Zverev Alex de Minaur \| 6 4 \| 63 7 \| 2 6 \| \| \| 3 \| \| Kevin Krawietz / Andreas Mies Chris Guccione / John Peers \| 3 6 \| 4 6 \| \| \| |                                                                    |                                                                    |             |      |     |  |
| |                                                                    |                                                                    | 1           | 2    | 3   |  |
| 1 | Germania (bandiera) · Australia (bandiera)                         | Jan-Lennard Struff Nick Kyrgios                                    | 4 6         | 64 7 |     |  |
| 2 | Germania (bandiera) · Australia (bandiera)                         | Alexander Zverev Alex de Minaur                                    | 6 4         | 63 7 | 2 6 |  |
| 3 | Germania (bandiera) · Australia (bandiera)                         | Kevin Krawietz / Andreas Mies Chris Guccione / John Peers          | 3 6         | 4 6  |     |  |

#### Canada vs. Australia
| Canada 0 | Queensland Tennis Centre, Brisbane 5 gennaio 2020 Cemento (indoor) | Queensland Tennis Centre, Brisbane 5 gennaio 2020 Cemento (indoor) | Australia 3 |      |      |  |
| \| \| \| \| 1 \| 2 \| 3 \| \| \| - \| \| ------------------------------------------------------------------ \| --- \| ---- \| ---- \| \| \| 1 \| \| Félix Auger-Aliassime John Millman \| 4 6 \| 2 6 \| \| \| \| 2 \| \| Denis Shapovalov Alex de Minaur \| 7 6 \| 4 6 \| 2 6 \| \| \| 3 \| \| Félix Auger-Aliassime / Adil Shamasdin Chris Guccione / John Peers \| 6 3 \| 63 7 \| 8 10 \| \| |                                                                    |                                                                    |             |      |      |  |
| |                                                                    |                                                                    | 1           | 2    | 3    |  |
| 1 | Canada (bandiera) · Australia (bandiera)                           | Félix Auger-Aliassime John Millman                                 | 4 6         | 2 6  |      |  |
| 2 | Canada (bandiera) · Australia (bandiera)                           | Denis Shapovalov Alex de Minaur                                    | 7 6         | 4 6  | 2 6  |  |
| 3 | Canada (bandiera) · Australia (bandiera)                           | Félix Auger-Aliassime / Adil Shamasdin Chris Guccione / John Peers | 6 3         | 63 7 | 8 10 |  |

#### Germania vs. Grecia
| Germania 2 | Queensland Tennis Centre, Brisbane 5 gennaio 2020 Cemento (indoor) | Queensland Tennis Centre, Brisbane 5 gennaio 2020 Cemento (indoor)      | Grecia 1 |     |       |  |
| \| \| \| \| 1 \| 2 \| 3 \| \| \| - \| \| ----------------------------------------------------------------------- \| --- \| --- \| ----- \| \| \| 1 \| \| Jan-Lennard Struff Michail Pervolarakis \| 6 4 \| 6 1 \| \| \| \| 2 \| \| Alexander Zverev Stefanos Tsitsipas \| 1 6 \| 4 6 \| \| \| \| 3 \| \| Kevin Krawietz / Andreas Mies Michail Pervolarakis / Stefanos Tsitsipas \| 3 6 \| 6 3 \| 17 15 \| \| |                                                                    |                                                                         |          |     |       |  |
| |                                                                    |                                                                         | 1        | 2   | 3     |  |
| 1 | Germania (bandiera) · Grecia (bandiera)                            | Jan-Lennard Struff Michail Pervolarakis                                 | 6 4      | 6 1 |       |  |
| 2 | Germania (bandiera) · Grecia (bandiera)                            | Alexander Zverev Stefanos Tsitsipas                                     | 1 6      | 4 6 |       |  |
| 3 | Germania (bandiera) · Grecia (bandiera)                            | Kevin Krawietz / Andreas Mies Michail Pervolarakis / Stefanos Tsitsipas | 3 6      | 6 3 | 17 15 |  |

#### Germania vs. Canada
| Germania 1 | Queensland Tennis Centre, Brisbane 7 gennaio 2020 Cemento (indoor) | Queensland Tennis Centre, Brisbane 7 gennaio 2020 Cemento (indoor)     | Canada 2 |      |   |  |
| \| \| \| \| 1 \| 2 \| 3 \| \| \| - \| \| ---------------------------------------------------------------------- \| --- \| ---- \| - \| \| \| 1 \| \| Jan-Lennard Struff Félix Auger-Aliassime \| 6 1 \| 6 4 \| \| \| \| 2 \| \| Alexander Zverev Denis Shapovalov \| 2 6 \| 2 6 \| \| \| \| 3 \| \| Kevin Krawietz / Andreas Mies Félix Auger-Aliassime / Denis Shapovalov \| 3 6 \| 64 7 \| \| \| |                                                                    |                                                                        |          |      |   |  |
| |                                                                    |                                                                        | 1        | 2    | 3 |  |
| 1 | Germania (bandiera) · Canada (bandiera)                            | Jan-Lennard Struff Félix Auger-Aliassime                               | 6 1      | 6 4  |   |  |
| 2 | Germania (bandiera) · Canada (bandiera)                            | Alexander Zverev Denis Shapovalov                                      | 2 6      | 2 6  |   |  |
| 3 | Germania (bandiera) · Canada (bandiera)                            | Kevin Krawietz / Andreas Mies Félix Auger-Aliassime / Denis Shapovalov | 3 6      | 64 7 |   |  |

#### Grecia vs. Australia
| Grecia 0 | Queensland Tennis Centre, Brisbane 7 gennaio 2020 Cemento (indoor) | Queensland Tennis Centre, Brisbane 7 gennaio 2020 Cemento (indoor) | Australia 3 |      |      |  |
| \| \| \| \| 1 \| 2 \| 3 \| \| \| - \| \| ----------------------------------------------------------------- \| ---- \| ---- \| ---- \| \| \| 1 \| \| Michail Pervolarakis John Millman \| 6 4 \| 1 6 \| 61 7 \| \| \| 2 \| \| Stefanos Tsitsipas Nick Kyrgios \| 67 7 \| 7 63 \| 65 7 \| \| \| 3 \| \| Markos Kalovelonis / Petros Tsitsipas Chris Guccione / John Peers \| 3 6 \| 4 6 \| \| \| |                                                                    |                                                                    |             |      |      |  |
| |                                                                    |                                                                    | 1           | 2    | 3    |  |
| 1 | Grecia (bandiera) · Australia (bandiera)                           | Michail Pervolarakis John Millman                                  | 6 4         | 1 6  | 61 7 |  |
| 2 | Grecia (bandiera) · Australia (bandiera)                           | Stefanos Tsitsipas Nick Kyrgios                                    | 67 7        | 7 63 | 65 7 |  |
| 3 | Grecia (bandiera) · Australia (bandiera)                           | Markos Kalovelonis / Petros Tsitsipas Chris Guccione / John Peers  | 3 6         | 4 6  |      |  |

### Raffronto tra le squadre seconde classificate
| Pos. | Gruppo | Nazione   | Serie | Partite | Set   | S %  | Game    | G %  |
| ---- | ------ | --------- | ----- | ------- | ----- | ---- | ------- | ---- |
| 1    | C      | Belgio    | 2–1   | 6–3     | 12–10 | 54.5 | 103–97  | 51.5 |
| 2    | F      | Canada    | 2–1   | 5–4     | 12–8  | 60.0 | 99–87   | 53.2 |
| 3    | B      | Giappone  | 2–1   | 5–4     | 11–9  | 55.0 | 99–80   | 55.3 |
| 4    | D      | Italia    | 2–1   | 5–4     | 11–9  | 55.0 | 94–94   | 50.0 |
| 5    | A      | Sudafrica | 2–1   | 5–4     | 12–10 | 54.5 | 102–101 | 50.3 |
| 6    | E      | Croazia   | 2–1   | 5–4     | 11–10 | 52.4 | 97–98   | 49.7 |

## Fase a eliminazione diretta

### Tabellone
|  | Quarti di finale | Quarti di finale | Quarti di finale |        |           | Semifinali | Semifinali | Semifinali |  |  | Finale | Finale | Finale |  |
|  |                  |                  |                  |        |           |            |            |            |  |  |        |        |        |  |
|  | Serbia           | Serbia           | 3                |        |           |            |            |            |  |  |        |        |        |  |
|  | Serbia           | Serbia           | 3                |        |           |            |            |            |  |  |        |        |        |  |
|  | Canada           | Canada           | 0                |        |           |            |            |            |  |  |        |        |        |  |
|  | Canada           | Canada           | 0                |        | Serbia    | Serbia     | 3          |            |  |  |        |        |        |  |
|  |                  |                  |                  |        | Serbia    | Serbia     | 3          |            |  |  |        |        |        |  |
|  |                  |                  | Russia           | Russia | 0         |            |            |            |  |  |        |        |        |  |
|  | Argentina        | Argentina        | Russia           | Russia | 0         | 0          |            |            |  |  |        |        |        |  |
|  | Argentina        | Argentina        |                  |        |           |            |            |            |  |  |        |        |        |  |
|  | Russia           | Russia           | 3                |        |           |            |            |            |  |  |        |        |        |  |
|  | Russia           | Russia           | 3                |        | Serbia    | Serbia     | 2          |            |  |  |        |        |        |  |
|  |                  |                  |                  |        |           |            |            |            |  |  |        |        |        |  |
|  |                  |                  | Spagna           | Spagna | 1         |            |            |            |  |  |        |        |        |  |
|  | Gran Bretagna    | Gran Bretagna    | Spagna           | Spagna | 1         | 1          |            |            |  |  |        |        |        |  |
|  | Gran Bretagna    | Gran Bretagna    |                  |        |           |            |            |            |  |  |        |        |        |  |
|  | Australia        | Australia        | 2                |        |           |            |            |            |  |  |        |        |        |  |
|  | Australia        | Australia        | 2                |        | Australia | Australia  | 0          |            |  |  |        |        |        |  |
|  |                  |                  |                  |        | Australia | Australia  | 0          |            |  |  |        |        |        |  |
|  |                  |                  | Spagna           | Spagna | 3         |            |            |            |  |  |        |        |        |  |
|  | Belgio           | Belgio           | Spagna           | Spagna | 3         | 1          |            |            |  |  |        |        |        |  |
|  | Belgio           | Belgio           |                  |        |           |            |            |            |  |  |        |        |        |  |
|  | Spagna           | Spagna           | 2                |        |           |            |            |            |  |  |        |        |        |  |

### Quarti di finale

#### Gran Bretagna vs. Australia
| Gran Bretagna 1 | Ken Rosewall Arena, Sydney 9 gennaio 2020 Cemento (indoor) | Ken Rosewall Arena, Sydney 9 gennaio 2020 Cemento (indoor) | Australia 2 |     |       |  |
| \| \| \| \| 1 \| 2 \| 3 \| \| \| - \| \| ---------------------------------------------------------- \| ---- \| --- \| ----- \| \| \| 1 \| \| Cameron Norrie Nick Kyrgios \| 2 6 \| 2 6 \| \| \| \| 2 \| \| Daniel Evans Alex de Minaur \| 7 64 \| 4 6 \| 7 62 \| \| \| 3 \| \| Jamie Murray / Joe Salisbury Alex de Minaur / Nick Kyrgios \| 6 3 \| 3 6 \| 16 18 \| \| |                                                            |                                                            |             |     |       |  |
| |                                                            |                                                            | 1           | 2   | 3     |  |
| 1 | Gran Bretagna (bandiera) · Australia (bandiera)            | Cameron Norrie Nick Kyrgios                                | 2 6         | 2 6 |       |  |
| 2 | Gran Bretagna (bandiera) · Australia (bandiera)            | Daniel Evans Alex de Minaur                                | 7 64        | 4 6 | 7 62  |  |
| 3 | Gran Bretagna (bandiera) · Australia (bandiera)            | Jamie Murray / Joe Salisbury Alex de Minaur / Nick Kyrgios | 6 3         | 3 6 | 16 18 |  |

#### Argentina vs. Russia
| Argentina 0 | Ken Rosewall Arena, Sydney 9 gennaio 2020 Cemento (indoor) | Ken Rosewall Arena, Sydney 9 gennaio 2020 Cemento (indoor)               | Russia 3 |      |     |  |
| \| \| \| \| 1 \| 2 \| 3 \| \| \| - \| \| ------------------------------------------------------------------------ \| ---- \| ---- \| --- \| \| \| 1 \| \| Guido Pella Karen Chačanov \| 2 6 \| 64 7 \| \| \| \| 2 \| \| Diego Schwartzman Daniil Medvedev \| 4 6 \| 6 4 \| 3 6 \| \| \| 3 \| \| Máximo González / Andrés Molteni Tejmuraz Gabašvili / Konstantin Kravčuk \| 65 7 \| 4 6 \| \| \| |                                                            |                                                                          |          |      |     |  |
| |                                                            |                                                                          | 1        | 2    | 3   |  |
| 1 | Argentina (bandiera) · Russia (bandiera)                   | Guido Pella Karen Chačanov                                               | 2 6      | 64 7 |     |  |
| 2 | Argentina (bandiera) · Russia (bandiera)                   | Diego Schwartzman Daniil Medvedev                                        | 4 6      | 6 4  | 3 6 |  |
| 3 | Argentina (bandiera) · Russia (bandiera)                   | Máximo González / Andrés Molteni Tejmuraz Gabašvili / Konstantin Kravčuk | 65 7     | 4 6  |     |  |

#### Serbia vs. Canada
| Serbia 3 | Ken Rosewall Arena, Sydney 10 gennaio 2020 Cemento (indoor) | Ken Rosewall Arena, Sydney 10 gennaio 2020 Cemento (indoor)   | Canada 0 |     |      |  |
| \| \| \| \| 1 \| 2 \| 3 \| \| \| - \| \| ------------------------------------------------------------- \| --- \| --- \| ---- \| \| \| 1 \| \| Dušan Lajović Félix Auger-Aliassime \| 6 4 \| 6 2 \| \| \| \| 2 \| \| Novak Đoković Denis Shapovalov \| 4 6 \| 6 1 \| 7 64 \| \| \| 3 \| \| Nikola Ćaćić / Viktor Troicki Peter Polansky / Adil Shamasdin \| 6 3 \| 6 2 \| \| \| |                                                             |                                                               |          |     |      |  |
| |                                                             |                                                               | 1        | 2   | 3    |  |
| 1 | Serbia (bandiera) · Canada (bandiera)                       | Dušan Lajović Félix Auger-Aliassime                           | 6 4      | 6 2 |      |  |
| 2 | Serbia (bandiera) · Canada (bandiera)                       | Novak Đoković Denis Shapovalov                                | 4 6      | 6 1 | 7 64 |  |
| 3 | Serbia (bandiera) · Canada (bandiera)                       | Nikola Ćaćić / Viktor Troicki Peter Polansky / Adil Shamasdin | 6 3      | 6 2 |      |  |

#### Belgio vs. Spagna
| Belgio 1 | Ken Rosewall Arena, Sydney 10 gennaio 2020 Cemento (indoor) | Ken Rosewall Arena, Sydney 10 gennaio 2020 Cemento (indoor)     | Spagna 2 |      |      |  |
| \| \| \| \| 1 \| 2 \| 3 \| \| \| - \| \| --------------------------------------------------------------- \| ---- \| ---- \| ---- \| \| \| 1 \| \| Kimmer Coppejans Roberto Bautista Agut \| 1 6 \| 4 6 \| \| \| \| 2 \| \| David Goffin Rafael Nadal \| 6 4 \| 7 63 \| \| \| \| 3 \| \| Sander Gillé / Joran Vliegen Pablo Carreño Busta / Rafael Nadal \| 7 67 \| 5 7 \| 7 10 \| \| |                                                             |                                                                 |          |      |      |  |
| |                                                             |                                                                 | 1        | 2    | 3    |  |
| 1 | Belgio (bandiera) · Spagna (bandiera)                       | Kimmer Coppejans Roberto Bautista Agut                          | 1 6      | 4 6  |      |  |
| 2 | Belgio (bandiera) · Spagna (bandiera)                       | David Goffin Rafael Nadal                                       | 6 4      | 7 63 |      |  |
| 3 | Belgio (bandiera) · Spagna (bandiera)                       | Sander Gillé / Joran Vliegen Pablo Carreño Busta / Rafael Nadal | 7 67     | 5 7  | 7 10 |  |

### Semifinali

#### Serbia vs. Russia
| Serbia 3 | Ken Rosewall Arena, Sydney 11 gennaio 2020 Cemento (indoor) | Ken Rosewall Arena, Sydney 11 gennaio 2020 Cemento (indoor)           | Russia 0 |      |     |  |
| \| \| \| \| 1 \| 2 \| 3 \| \| \| - \| \| --------------------------------------------------------------------- \| --- \| ---- \| --- \| \| \| 1 \| \| Dušan Lajović Karen Chačanov \| 7 5 \| 7 61 \| \| \| \| 2 \| \| Novak Đoković Daniil Medvedev \| 6 1 \| 5 7 \| 6 4 \| \| \| 3 \| \| Nikola Ćaćić / Viktor Troicki Tejmuraz Gabašvili / Konstantin Kravčuk \| 6 4 \| 7 67 \| \| \| |                                                             |                                                                       |          |      |     |  |
| |                                                             |                                                                       | 1        | 2    | 3   |  |
| 1 | Serbia (bandiera) · Russia (bandiera)                       | Dušan Lajović Karen Chačanov                                          | 7 5      | 7 61 |     |  |
| 2 | Serbia (bandiera) · Russia (bandiera)                       | Novak Đoković Daniil Medvedev                                         | 6 1      | 5 7  | 6 4 |  |
| 3 | Serbia (bandiera) · Russia (bandiera)                       | Nikola Ćaćić / Viktor Troicki Tejmuraz Gabašvili / Konstantin Kravčuk | 6 4      | 7 67 |     |  |

#### Australia vs. Spagna
| Australia 0 | Ken Rosewall Arena, Sydney 11 gennaio 2020 Cemento (indoor) | Ken Rosewall Arena, Sydney 11 gennaio 2020 Cemento (indoor)       | Spagna 3 |     |      |  |
| \| \| \| \| 1 \| 2 \| 3 \| \| \| - \| \| ----------------------------------------------------------------- \| --- \| --- \| ---- \| \| \| 1 \| \| Nick Kyrgios Roberto Bautista Agut \| 1 6 \| 4 6 \| \| \| \| 2 \| \| Alex de Minaur Rafael Nadal \| 6 4 \| 5 7 \| 1 6 \| \| \| 3 \| \| Chris Guccione / John Peers Pablo Carreño Busta / Feliciano López \| 2 6 \| 7 6 \| 4 10 \| \| |                                                             |                                                                   |          |     |      |  |
| |                                                             |                                                                   | 1        | 2   | 3    |  |
| 1 | Australia (bandiera) · Spagna (bandiera)                    | Nick Kyrgios Roberto Bautista Agut                                | 1 6      | 4 6 |      |  |
| 2 | Australia (bandiera) · Spagna (bandiera)                    | Alex de Minaur Rafael Nadal                                       | 6 4      | 5 7 | 1 6  |  |
| 3 | Australia (bandiera) · Spagna (bandiera)                    | Chris Guccione / John Peers Pablo Carreño Busta / Feliciano López | 2 6      | 7 6 | 4 10 |  |

### Finale

#### Serbia vs. Spagna
| Serbia 2 | Ken Rosewall Arena, Sydney 12 gennaio 2020 Cemento (indoor) | Ken Rosewall Arena, Sydney 12 gennaio 2020 Cemento (indoor)          | Spagna 1 |      |   |  |
| \| \| \| \| 1 \| 2 \| 3 \| \| \| - \| \| -------------------------------------------------------------------- \| --- \| ---- \| - \| \| \| 1 \| \| Dušan Lajović Roberto Bautista Agut \| 5 7 \| 1 6 \| \| \| \| 2 \| \| Novak Đoković Rafael Nadal \| 6 2 \| 7 64 \| \| \| \| 3 \| \| Novak Đoković / Viktor Troicki Pablo Carreño Busta / Feliciano López \| 6 3 \| 6 4 \| \| \| |                                                             |                                                                      |          |      |   |  |
| |                                                             |                                                                      | 1        | 2    | 3 |  |
| 1 | Serbia (bandiera) · Spagna (bandiera)                       | Dušan Lajović Roberto Bautista Agut                                  | 5 7      | 1 6  |   |  |
| 2 | Serbia (bandiera) · Spagna (bandiera)                       | Novak Đoković Rafael Nadal                                           | 6 2      | 7 64 |   |  |
| 3 | Serbia (bandiera) · Spagna (bandiera)                       | Novak Đoković / Viktor Troicki Pablo Carreño Busta / Feliciano López | 6 3      | 6 4  |   |  |